# Putty (ort i Australien)
Putty är en ort i Australien. Den ligger i kommunen Singleton och delstaten New South Wales, i den sydöstra delen av landet, omkring 110 kilometer nordväst om delstatshuvudstaden Sydney. Antalet invånare är 183.
Runt Putty är det ganska glesbefolkat, med 22 invånare per kvadratkilometer.. Det finns inga andra samhällen i närheten.
I omgivningarna runt Putty växer huvudsakligen savannskog. Genomsnittlig årsnederbörd är 1 206 millimeter. Den regnigaste månaden är februari, med i genomsnitt 214 mm nederbörd, och den torraste är juli, med 27 mm nederbörd.